# Миндальное молоко

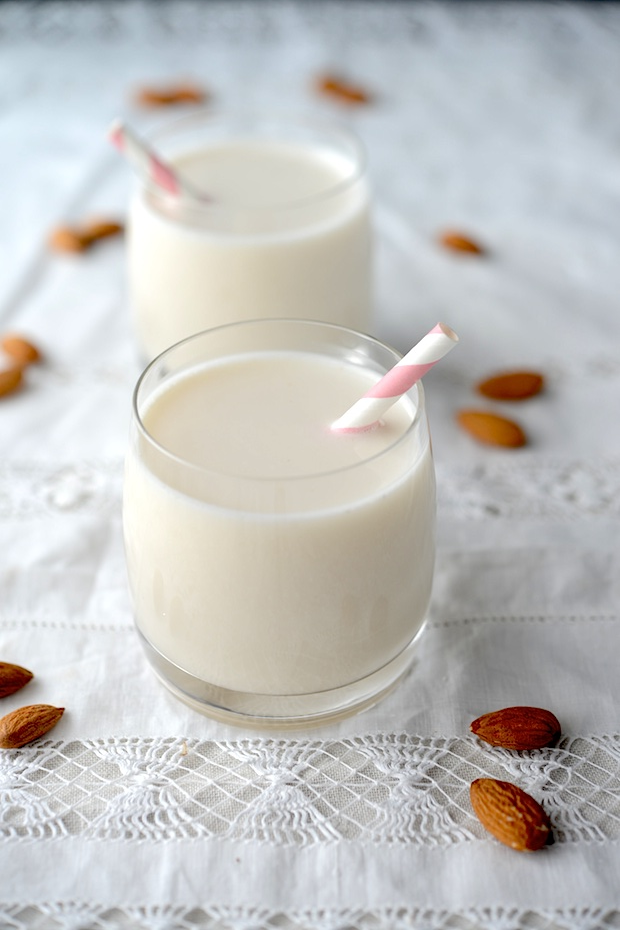
Миндальное молоко

Миндальное молоко — напиток, получаемый из смеси перемолотого необжаренного миндаля с водой. По вкусу напоминает протеиновые напитки. Похож на соевое молоко и другие виды растительного молока. В СССР под названием «Миндальное молоко» выпускалось косметическое молочко для умывания.
В Средние века миндальное молоко часто использовалось в кулинарии как замена коровьего молока, так как срок его хранения без холодильника больше, чем у молока животных. Кроме того, его можно было использовать во время постов. В царской России миндальное молоко было известно под названием оршад.
Миндальное молоко могут пить и использовать при приготовлении пищи веганы, а также люди, не переносящие молоко животных и соевое молоко. Оно не содержит лактозы и холестерина. Миндальное молоко является отличным источником кальция.

## Приготовление миндального молока
Сладкий миндаль необходимо выдержать в воде несколько часов, чтобы он стал мягким. После этого его нужно измельчить вместе с водой, например, с помощью блендера. Полученная белая жидкость и будет миндальным молоком. Далее молоко необходимо процедить. Полученный жмых можно также использовать в пищу, так же, как это делают с жмыхом из-под соевого молока — окарой. В готовое миндальное молоко можно добавить ароматизаторы (какао, ванилин), сахар, специи, но не обязательно.

## Похожие напитки
- Орчата — напиток, распространённый в Южной Америке и Испании
- Син жэнь ча — китайский напиток из миндаля и риса